# Sandokan alla riscossa (film)
Sandokan alla riscossa è un film del 1964, diretto da Luigi Capuano.

## Trama
Il giovane Sandokan,  venuto a conoscenza degli eventi che hanno detronizzato, e poi trucidato, il padre, il sultano di Sarawak, vuole vendicarlo. Con l'aiuto del "fratellino bianco",  il portoghese Yanez De Gomeira, muove da Mompracem e dopo molte peripezie, riconquisterà il regno usurpato da Brooke.